# استاد (عنوان)
استاد٬ واژهٔ پهلوی٬ کوتاه‌شدهٔ اوستاد به معنی ماهر، با مهارت، صاحب مهارت و حاذق٬ و در اصطلاح به کسی گفته می‌شود که در انجام کاری مهارت زیادی داشته باشد. این کلمه به عنوان شاخص به کار می‌رود و پیش از اسم اصلی می‌آید. همچنین این کلمه به صورت مخفف شده اوستا یا اوسا نیز به کار برده می‌شود.